# Jaraíces
Jaraíces es una localidad española perteneciente al municipio de Constanzana, en la provincia de Ávila. En 2024 cuenta  con 22 habitantes.

## Historia
La localidad pertenece al término municipal abulense de Constanzana, en la comunidad autónoma de Castilla y León. Antiguo municipio, hacia 1847 su población ascendía a 26 habitantes. En 2017 contaba con 24 habitantes. Aparece descrita en el noveno volumen del Diccionario geográfico-estadístico-histórico de España y sus posesiones de Ultramar de Pascual Madoz de la siguiente manera:

JARAICES: l. con ayunt. de la prov. y dióc. de Avila (6 leg.), part. jud. de Arévalo (3/4), aud. terr. de Madrid (21), c. g. de Castilla la Vieja (Valladolid 5 : sit. en terreno llano, le combaten todos los vientos y su clima es propenso á fiebres intermitentes; tiene 4 casas de un solo piso y una igl. parr. (San Boal), aneja de la de Constanzana, cuyo párroco la sirve: se surten de aguas potables para usos demésticos de pozos, y para los ganados bien de la misma ó bien de 2 lagunas que hay en el térm., denominadas la una del Tejar y la otra de la Taza: hay un cementerio público en parage que perjudica algun tanto á la salud. El térm. confina N. Bernuy de Zapardiel; E. Constanzana; S. Collado de Contreras, y O. Cantiberos; es estiende 1 leg. de N. á S., é igual dist. de E. á O. . y comprende 2 desp. titulados Barrendilla y Migueletes; y 820 fan. de tierra cultivadas, 150 de primera suerte destinadas á cebada  y trigo, 370 de segunda á trigo y algarrobas y 300 de tercera á centeno: hay ademas algunos pastos: el terreno es por lo general llano, en parte de miga y en parte árido. caminos: los de pueblo á pueblo y la carretera que conduce desde Madrid á Cohimbra por Ciudad Rodrigo, todos en mediano estado. prod.: trigo, cebada, centeno, algarrobas, garbanzos y algunas legumbres; mantiene ganado lanar y vacuno, cria caza de liebres, perdices y algunos lobos. ind. y comercio: la agrícola, esportacion de los  frutos sobrantes para los mercados de Arévalo y Peñaranda de Bracamonte, en cuyos puntos se surten los habitantes de todo lo necesario para el vestir. pobl.: 4 vec., 26 alm. cap. prod.: 93,825 rs. imp.: 3,753. contr.: 1,180 y 12 mrs.
(Madoz, 1847, p. 590)